# ماریان بولیات
ماریان بولیات (کرواتی: Marijan Buljat؛ زادهٔ ۱۲ سپتامبر ۱۹۸۱) بازیکن فوتبال اهل کرواسی بود.
از باشگاه‌هایی که در آن بازی کرده‌است می‌توان به باشگاه فوتبال اوسیک، باشگاه فوتبال دینامو زاگرب، باشگاه فوتبال گروتر فورث، باشگاه فوتبال هایدوک اسپلیت، و باشگاه فوتبال رییکا اشاره کرد.
وی همچنین در تیم ملی فوتبال کرواسی بازی کرده‌است.